# Делич, Никола
Никола Делич (серб. Никола Делић, род. 14 декабря 1948, Симиова, СФРЮ) — сербский генерал и военный деятель, военачальник армии боснийских сербов в период войны в Боснии и Герцеговине.

## Биография
Никола Делич родился 14 декабря 1948 года в селе Симиова в общине Билеча в семье Видака и Илинки Делич. Он был пятым ребенком в семье. 
Учился в школах Симиовы и села Враньска. Затем учился в Подофицерской школе в Задаре, после чего поступил в Военную академию Сухопутных войск Югославской народной армии. Звание младшего лейтенанта ему было присвоено в 1973 году. В 1988 году окончил Командно-штабную школу тактики, а в 1997 году — командно-штабную школу обороны.
В Югославской народной армии служил в гарнизонах Карловаца, Крижевцев, Загреба, Птуя и Валева. В армии дослужился до командира смешанного артиллерийского полка. Распад Югославии встретил на службе в Птуе. 
15 мая 1992 года присоединился к Войску Республики Сербской. В ВРС в годы войны в Боснии и Герцеговине занимал должности начальника оперативного отдела в штабе корпуса и командира 15-й герцеговинской бригады. 12 мая 1998 года ему было присвоено звание генерал-майора, а 20 марта 2001 года — генерал-подполковника. После войны был начальником штаба 7-го корпуса, а затем — его командиром. В 2000—2002 годах был заместителем министра обороны и исполняющим обязанности министра обороны в Правительстве Республики Сербской. 
7 марта 2002 года вышел на пенсию.
Женат. Отец двоих дочерей.

## Награды
- Югославия Медаль «За военные заслуги»
- Югославия Орден Военных заслуг с серебряными мечами
- Югославия Орден Югославской народной армии с серебряной звездой
- Югославия Орден Военных заслуг с золотыми мечами
- Югославия Орден труда с золотым венком
- Югославия Орден Югославской народной армии с золотой звездой
- Республика Сербская Звезда Карагеоргия третьей степени
- Республика Сербская Звезда Карагеоргия второй степени
- Республика Сербская Звезда Карагеоргия первой степени
- Республика Сербская Орден Святого Саввы первой степени